# Miguel Ángel González Suárez
Miguel Ángel González Suárez (Orense, 24 de diciembre de 1947-Madrid, 6 de febrero de 2024), conocido como Miguel Ángel, fue un futbolista español. Fue uno de los guardametas legendarios del Real Madrid, cuya portería defendió durante casi dos décadas.

## Trayectoria
Sus primeros pasos en el mundo del deporte fueron como portero de balonmano y hasta la edad juvenil no empezó a jugar a fútbol. Militando en las filas de la Agrupación Deportiva Couto, los técnicos del Real Madrid se fijaron en él durante un partido amistoso que los gallegos disputaron en el Estadio de Chamartín. 
En el verano de 1967 fichó por el equipo madrileño, donde coincidió con otros grandes porteros como Antonio Betancort o García Remón. Por ello, apenas jugó en sus seis primeros años como madridista, llegando a ser cedido una temporada al CD Castellón. La marcha de Miguel Muñoz del banquillo le permitió dar el salto a la titularidad, jugando la final de Copa del Generalísimo de 1974 que el Real Madrid ganó al FC Barcelona por 4:0.
A partir de la temporada 1974/75 se convirtió en titular indiscutible, defendiendo la portería del club madridista durante una década.
Tras dieciocho temporadas en el Real Madrid, se retiró en 1986 a la edad de 38 años, con un palmarés espectacular: ocho títulos de Liga, cinco campeonatos de Copa, una Copa de la Liga y dos Copas de la UEFA, entre otros títulos. Además, ganó el Trofeo Zamora al portero menos goleado de la Liga en 1976. En total, jugó 246 partidos en Primera División.
El único gran título de clubes que se le resistió fue la Copa de Europa, a pesar de disputar nueve ediciones. Se quedó a la puertas en 1981, perdiendo la final contra el Liverpool FC.
Desde su retiro ha seguido vinculado al Real Madrid, ocupando diversos cargos. Primero como delegado del equipo, luego como entrenador de porteros y finalmente como director de la Ciudad Deportiva del club.
El 17 de diciembre del 2022 hizo público que padecía ELA. Fallece en Madrid, el 6 de febrero de 2024.

## Selección nacional
Fue internacional en 18 ocasiones, siendo el octavo portero que más veces ha vestido la camiseta de la selección de fútbol de España. Debutó el 12 de octubre de 1975 en un partido clasificatorio de la Eurocopa que España ganó 2:0 a Dinamarca. Miguel Ángel fue titular ocupando el puesto del lesionado José Ángel Iribar. 
Fue el portero habitual de España entre 1976 y 1978, jugando el Mundial de Argentina 1978. Luego fue desplazado por Arconada, aunque integró el equipo español que disputó el Mundial de 1982.
Antes de jugar con la selección absoluta disputó un partido con la selección olímpica.
Miguel Ángel dispone de una peña madridista en su ciudad natal, Orense, la peña madridista "Miguel Ángel" (www.madridistasourense.com)

### Participaciones en Copas del Mundo
| Mundial                        | Sede      | Resultado    |
| ------------------------------ | --------- | ------------ |
| Copa Mundial de Fútbol de 1978 | Argentina | Primera fase |
| Copa Mundial de Fútbol de 1982 | España    | Segunda fase |

## Clubes
| Club            | País   | Año         |
| --------------- | ------ | ----------- |
| Atlético Orense | España | 1966 - 1967 |
| CD Castellón    | España | 1967 - 1968 |
| Real Madrid     | España | 1968 - 1986 |

## Palmarés y distinciones

### Campeonatos nacionales
| Título                    | Club              | Año     |
| ------------------------- | ----------------- | ------- |
| Campeonato de Liga        | Real Madrid C. F. | 1968-69 |
| Copa                      | Real Madrid C. F. | 1969-70 |
| Campeonato de Liga        | Real Madrid C. F. | 1971-72 |
| Copa                      | Real Madrid C. F. | 1973-74 |
| Campeonato de Liga        | Real Madrid C. F. | 1974-75 |
| Copa                      | Real Madrid C. F. | 1974-75 |
| Campeonato de Liga        | Real Madrid C. F. | 1975-76 |
| Campeonato de Liga        | Real Madrid C. F. | 1977-78 |
| Campeonato de Liga        | Real Madrid C. F. | 1978-79 |
| Copa                      | Real Madrid C. F. | 1979-80 |
| Campeonato de Liga        | Real Madrid C. F. | 1979-80 |
| Copa                      | Real Madrid C. F. | 1981-82 |
| Copa de la Liga de España | Real Madrid C. F. | 1985    |
| Campeonato de Liga        | Real Madrid C. F. | 1985-86 |

### Campeonatos internacionales
| Título          | Equipo            | Año     |
| --------------- | ----------------- | ------- |
| Copa de la UEFA | Real Madrid C. F. | 1984-85 |
| Copa de la UEFA | Real Madrid C. F. | 1985-86 |

### Distinciones individuales
| Distinción       | Año  |
| ---------------- | ---- |
| Trofeo Zamora    | 1976 |
| Premio Don Balón | 1976 |